# روریتانیا
روریتانیا (به انگلیسی: Ruritania) کشوری خیالی در اروپای مرکزی است که سه اثر از آنتونی هوپ در آنجا صحنه‌پردازی شده‌اند: زندانی زندا (۱۸۹۴)، قلب شاهدخت اسرا (۱۸۹۶)،  روپرت هنتزاو (۱۸۹۸). اولی و سومی در گذشتهٔ نزدیک، بین دههٔ ۱۸۵۰ تا ۱۸۸۰ صحنه‌پردازی شده‌اند، اما زمان وقوع داستان دومی در دههٔ ۱۷۳۰ است، هرچند به رویدادهای بعدی از آن زمان تا هنگام نوشته شدن کتاب نیز اشاره می‌شود.
پادشاهی روریتانیا مکان وقوع دنباله‌ها و داستان‌های دیگری که سایر نویسندگان با الهام از آثار هوپ نوشته‌اند نیز هست. نام گونه‌ای از داستان‌های ماجراجویی معروف به رمانس‌های روریتانایی نیز از آن نشأت گرفته است. در محافل دانشگاهی نیز از روریتانیا برای اشاره به کشوری فرضی استفاده می‌شود.